# رامجين
رامجين هي قرية في مقاطعة ساوجبلاغ، إيران. عدد سكان هذه القرية هو 1,902 في سنة 2006.